# Legió XI
La Legió XI, juntament amb la Legió XII, van ser dues legions romanes formades per Juli Cèsar l'any 58 aC per dur a terme una campanya contra els helvecis. El seu emblema era Neptú.
Cèsar també parla d'aquesta legió quan narra la guerra duta a terme contra els nervis l'any 57 aC. Va participar al costat de Cèsar a la guerra contra Pompeu, i quan Juli Cèsar va envair Itàlia es va quedar a la Pulla durant un temps. L'any 48 aC va prendre part en la batalla de Dirràquium i també a la batalla de Farsàlia. Quan van acabar aquestes guerres, els veterans es van instal·lar a Boviànum, en una colònia fundada per Cèsar, que havia dissolt la legió.
Octavi va reconstruir la legió l'any 42 aC, amb la que va lluitar en la batalla de Filipos. Després la Legió XI va reprimir una insurrecció a Perusa. És possible que per aquestes batalles la Legió es guanyés un cognomen, i es va dir Legió XI Claudia. La Legió XII va rebre el nom de Legió XII Fulminata.